# Tomasz Lisiewicz
Tomasz Antoni Lisiewicz (ur. 1857 w Krakowcu, zm. 1930) – polski malarz i poeta.

## Życiorys
Tomasz Lisiewicz studiował na politechnice we Lwowie, której jednak nie ukończył, przenosząc się do Krakowa, gdzie w latach 1878–1887 z powodzeniem ukończył Szkołę Sztuk Pięknych pod kierunkiem Jana Matejki. W 1882 krakowskie Koło Artystyczno-Literackie zakupiło jego konkursowy rysunek ilustrujący fragment z Balladyny autorstwa Juliusza Słowackiego. W 1885 otrzymał stypendium krajowe imienia Jana Matejki. W latach 1884–1886 prezentował swoje obrazy w krakowskim Towarzystwie Przyjaciół Sztuk Pięknych. Matejko współpracował z Lisiewiczem podczas realizacji swoich projektów sakralnych, jak witraże do katedr we Lwowie i Przemyślu oraz polichromie w kościele Mariackim w Krakowie. W 1892 wziął udział w konkursie na projekt kurtyny Teatru Miejskiego w Krakowie (obecnie Słowackiego) i otrzymał ex aequo pierwszą nagrodę, jednak projektu nie zrealizowano. 
Dominujące w twórczości malarskiej Tomasza Lisiewicza były obrazy o tematyce historyczno-patriotycznej i religijnej. Korzystał z artystyczno-naukowego mecenatu Szembeków; w ich posiadłości w Siemianicach namalował swoje główne obrazy: Apoteoza Mickiewicza, Chrystus i lilie oraz Geniusz spętany. Poza malarstwem zajmował się także poezją – jest autorem kilku wydanych tomików wierszy.